# Pedicularis longistipitata
Pedicularis longistipitata är en snyltrotsväxtart som beskrevs av Tsoong. Pedicularis longistipitata ingår i släktet spiror, och familjen snyltrotsväxter. Inga underarter finns listade i Catalogue of Life.